# Ljungsjöarna (Undersåkers socken, Jämtland, 698837-133719)
Ljungsjöarna är en sjö i Åre kommun i Jämtland och ingår i Ljungans huvudavrinningsområde. Sjön har en area på 0,079 kvadratkilometer och ligger 936,9 meter över havet. Ljungsjöarna ligger i Vålådalen Natura 2000-område. Sjön avvattnas av vattendraget Ljungan. Vid provfiske har öring fångats i sjön.

## Delavrinningsområde
Ljungsjöarna ingår i det delavrinningsområde (698828-133729) som SMHI kallar för Utloppet av Ljungsjöarna. Medelhöjden är 938 meter över havet och ytan är 0,24 kvadratkilometer. Räknas de 7 avrinningsområdena uppströms in blir den ackumulerade arean 16,79 kvadratkilometer. Avrinningsområdets utflöde Ljungan mynnar i havet. Avrinningsområdet består mestadels av kalfjäll (68 procent). Avrinningsområdet har 0,08 kvadratkilometer vattenytor vilket ger det en sjöprocent på 32,2 procent.